# Sven Martinek
Sven Martinek (* 18. de febrero de 1964 en Magdeburgo ) es un actor alemán .

## Biografía
Martinek empezó a ser conocido en 1982 por realizar el papel principal en la película para televisión The Girl and the Boy y por un papel secundario en la película Island of the Swans. En 1978 fue elegido para el papel principal en la película juvenil DEFA Seven Freckles . Aunque finalmente este le fue entregado a Harald Rathmann . 
Martinek se volvió muy popular con la serie de acción The Clown . Después de la serie y la película The Clown Payday, Martinek interpretó en la serie de ZDF The Specialists: Kripo Rhein-Main, el detective jefe Thomas Wallner, quien estaba en silla de ruedas. En la serie de médicos Stefanie - Una mujer comienza, interpretó a un médico sénior. También estuvo en la serie ARD Veterinarian Dr. Mertens puede verse en un papel recurrente. En ella interpretó al pediatra Dr. Christoph Lentz.
Tuvo también un papel como actor invitado de forma continua como Jan Berger en la serie de televisión In allerfreund ; interpretó al amigo y compañero ocasional del personaje de la serie Dr. Kathrin Globisch. En 1997, 2003, 2004, 2008 y 2012 tuvo un papel en la serie Alarm für Cobra 11 - Die Autobahnpolizei . Desde 2012 ha interpretado al finlandés Kiesewetter en un papel principal en la serie Heiter bis tödlich: Murden im Norden de la serie criminal de ARD Heiter bis tödlich .
Tuvo una relación con Diana Frank, Simone Thomalla, Judith Kernke y Kader Loth y estuvo casado con la actriz Maren Schumacher de 1993 a 1995. Tiene siete hijos (dos de ellos gemelos) de seis mujeres diferentes, incluida su esposa, de la que se divorció, Xenia Seeberg (casados entre 2003 y 2011) y su expareja Christine Hoppe . Su hija mayor y más conocida es Esther Sedlaczek, quien ganó un casting de moderador de Sky.  Martinek ha estado envuelto en una relación con Bianca Rütter, exesposa de Martin Rütter, desde 2018. 
Martinek ha sido el patrón de la Casa Ronald McDonald en Lübeck desde 2020. 

## Filmografía (selección)
- 1982: La niña y el niño (película para televisión)
- 1983: Isla de los cisnes
- 1985: El fiscal tiene la palabra
- 1988: Police Call 110: The Man in the Tree (serie de televisión)
- 1989: Llamada policial 110: Tres botellas de Tokajer
- 1989: El ascenso del Chimborazo
- 1992: área metropolitana
- 1993: domingo una y otra vez
- 1994: Amigos de por vida
- 1996: The Clown (película para televisión)
- 1996: Adrenalina (película para televisión)
- 1997-2012, 2019: Alarm for Cobra 11 - Die Autobahnpolizei (serie de televisión, cinco episodios)
- 1998-2001: The Clown (serie de televisión)
- 1998: La santa puta
- 1999: Muere Götterdämmerung - Tomorrow Berlin
- 2002: cereales y chucho
- 2002: Escena del crimen: Bienzle y el día de la venganza
- 2002: Llamada policial 110: Temor por Tessa Bülow
- 2003: Hotte en el paraíso
- 2004: Agnes y sus hermanos
- 2004: Stefanie - Una mujer despega
- 2005: en toda amistad
- 2005: The Clown - Payday (película)
- 2005: un equipo fuerte
- 2006: Con corazón y esposas
- 2006: SOKO Leipzig
- 2006: Donna Leon - final de la línea en Venecia
- 2006-2007: SOKO Rhein-Main
- desde 2006: el veterinario Dr. Mertens
- 2008: El médico rural
- 2010: Notruf Hafenkante (serie de televisión) - Episodio: Mr.Mubiru in Paradise
- 2010: The Last Bull (serie de televisión) - Episodio: Night Shift
- 2010: para algunos hombres, solo el vudú ayuda
- 2011: felicidad en Brasil
- desde 2012: alegre a fatal: asesinatos en el norte
- 2013: El hotel de ensueño - Myanmar
- 2013: Amor y muerte en Java
- 2013: después de todos estos años
- 2013: El médico rural - decisión del corazón
- 2014: Dr. Pequeño, no más diversión
- 2014: El Bergdoktor - despedidas
- 2015: Mila
- 2015: Crucero hacia la felicidad - luna de miel en Montenegro
- 2016: Cuatro contra la banca (película)
- 2017: Área metropolitana - de vida o muerte
- 2018: Phantom Pain (película)
- 2019: Notruf Hafenkante (serie de televisión) - Episodio: El big bang